# Sinfonieorchester TiFiCo
Das Sinfonieorchester TiFiCo ist ein Orchester in grosser sinfonischer Besetzung aus dem Raum Zürich, das sich insbesondere der Aufführung von Filmmusik und Musicals widmet. Im Sommer 1996 von Ehemaligen der Kantonsschule Oerlikon gegründet, setzte sich das Orchester bei seiner Gründung in erster Linie aus Schülern und Studenten der unterschiedlichsten Fachrichtungen zusammen. Mit der Zeit wuchs das Orchester zu einem voll ausgebauten Sinfonieorchester mit über 90 Mitwirkenden.

## Name
TiFiCo steht als Abkürzung für die drei lateinischen Worte «tibicines – fidicines – cornicines», welche sinngemäss mit «Holzbläser – Streicher – Blechbläser» übersetzt werden können. Daraus resultiert auch die Schreibweise mit abwechselnden Majuskeln und Minuskeln.

## Konzerte
In der Regel gibt das Sinfonieorchester TiFiCo jährlich zwei reguläre Konzertreihen (zu zumeist drei Konzerten) im Grossraum Zürich. Daneben wird das Orchester regelmässig für Spezialanlässe oder für Filmaufnahmen angefragt, zum Beispiel für Neujahrskonzerte, als Karaoke-Orchester, für Werbespots oder Modeschauen.
Die Sängerinnen Fabienne Louves und Tina Masafret, Violinistin Noëlle Grüebler und Violinist Ronny Spiegel, die Pianisten Mischa Cheung und Benjamin Engeli, die Cellistin Cécile Grüebler oder der Cellist Alain Schudel sind einige der Künstler, mit denen das Sinfonieorchester TiFiCo solistische Werke aufführte. Weiter hat das Orchester diverse Spezialprojekte mit Chören oder auch Big Bands durchgeführt sowie den „Tag der Zukunft für Jugendliche“ an der Expo.02 musikalisch umrahmt. Ein weiteres Grossprojekt war die Aufführung des Concerto for Group and Orchestra von Jon Lord, zusammen mit dem Gitarristen Zlatko Perica in der Tonhalle Zürich im Frühjahr 2025.

## Leitung
- Christof Brunner (seit 2002)
- Marcel Blanchard (1996–2002)

## Auszeichnungen
- 2004: 2. Preis „ValiantForum für junge Chöre und Orchester“
- 2000: 2. Preis am zweiten Jugendsinfonieorchester-Wettbewerb Aarau
- 1998: 1. Preis am ersten Jugendsinfonieorchester-Wettbewerb Aarau